# 393
393 је била проста година.

## Догађаји
- 23. јануар – Цар Теодосије I проглашава свог сина Хонорија, (стар 8 година), за сувладара (Августа) Западног римског царства.
- Теодосије I  захтева уништавање паганских храмова, светих места и древних објеката широм Римског царства.
- Теодосије I  укида Античке олимпијске игре, окончавајући хиљадугодишње празнике, као део опште хришћанске политике да се успостави универзално хришћанско богослужење у складу са доктринама изложеним у Никејском симболу вере (следеће Олимпијске игре ће се одржати тек 1896).
- Кина: Гао Зу је наследио Таи Зуа на месту цара каснијег Ђин царства.
- Кинески астрономи посматрају гостујућу звезду СН 393.
- Хипонски синод: Црква је организовала сабор у Хипону (Алжир). Епископи су на сабору одобрили канон Светог писма.